# Эллерау
Эллерау (нем. Ellerau) — община в Германии, в земле Шлезвиг-Гольштейн. 
Входит в состав района Зегеберг.  Население составляет 5819 человек (на 31 декабря 2010 года). Занимает площадь 7,09 км².